# Itá (kommun)
Itá är en kommun i Brasilien.   Den ligger i delstaten Santa Catarina, i den södra delen av landet, 1 400 km söder om huvudstaden Brasília. Antalet invånare är 6 427.
I omgivningarna runt Itá växer huvudsakligen savannskog. Runt Itá är det glesbefolkat, med 14 invånare per kvadratkilometer.